# Nick Haspinger
Nick Haspinger (* 27. Mai 1999) ist ein deutscher Handballspieler.

## Karriere
Als Jugendlicher war Haspinger als Leichtathlet beim TV Bittenfeld und der LG Rems-Murr aktiv. Als Handballer hat er sich mit der A-Jugend des TVB 1898 Stuttgart im Mai 2016 für die Jugend-Bundesliga qualifiziert. Am 1. Oktober 2017 wurde Haspinger im Auswärtsspiel beim TBV Lemgo erstmals in der 1. Mannschaft des TVB in der Handball-Bundesliga eingesetzt.
Haspinger spielt auf der Position eines rechten Rückraumspielers.